# Dalbergia nigra
Dalbergia nigra (Vell.) Allemão ex Benth., 1860 è un albero della famiglia delle Fabacee, endemico del Brasile. È noto come palissandro brasiliano, palissandro Rio o palissandro di Bahia.

## Distribuzione e habitat
Vive solamente in Brasile, dalle foreste degli stati di Bahia, Espírito Santo, Minas Gerais, Rio de Janeiro e San Paolo.

## Conservazione
La IUCN Red List classifica Dalbergia nigra come specie vulnerabile.
La specie è inserita nella Appendice I della Convention on International Trade of Endangered Species (CITES).

## Caratteristiche ed usi del legname
Il legname di questo palissandro è particolarmente pregiato, tanto da aver portato la pianta a un livello di guardia. A causa della scarsa offerta negli ultimi anni il mercato si è rivolto ad altre specie, in particolare il palissandro indiano (Dalbergia latifolia), meno denso e più facile da lavorare.

Il colore varia considerevolmente da pianta a pianta. Solitamente marrone scuro con venature ben evidenti in nero, ma non mancano esemplari di colore marrone chiaro striati di rosa e di verde. Ha un profumo gradevole di rosa con aromi di vaniglia o altre orchidee.

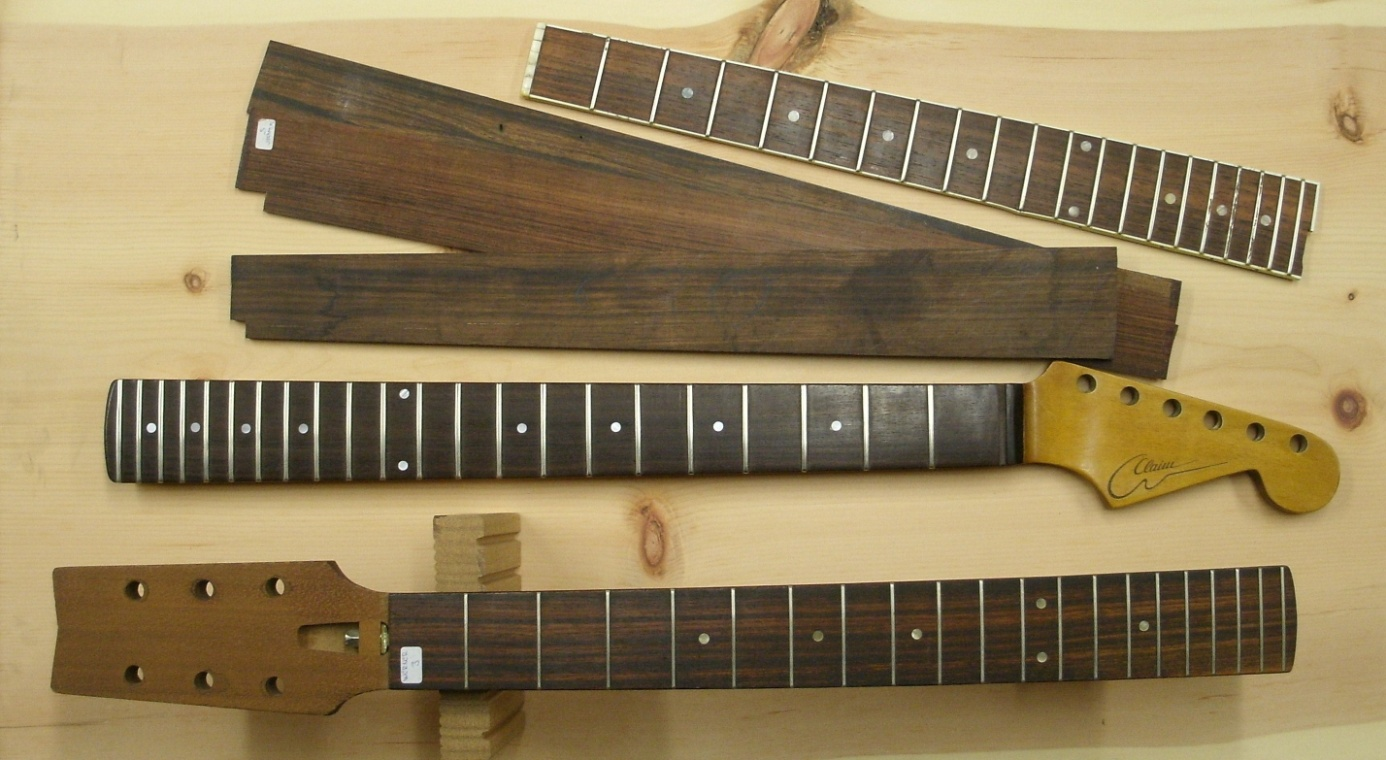

Come altri palissandri è impiegato nella costruzione di pavimenti e mobili di pregio, per impiallacciature e nell'ebanisteria.  Nella fabbricazione di strumenti musicali il palissandro brasiliano è apprezzato per strumenti a percussione, tastiere e altre parti di cordofoni, in particolare per fondi e fasce di chitarre.
Gli scarti possono venire usati per manici di attrezzi, scacchiere e altro.